# 中国植物志
《中国植物志》（拉丁語：Flora Reipublicae Popularis Sinicae，缩写FRPS）是全面总结中国维管植物系统分类的著作，由科学出版社出版，共计80卷（126册）:761。《中国植物志》的编研获2009年度中国国家自然科学奖一等奖。

## 编纂过程
据吴征镒、陈心启在《中国植物志》第一卷内回顾及陈心启等撰写的《中国植物志》编研简史，中国植物分类学开拓者们从20世纪初期开始采集中国各地植物标本予以初步研究。他们中的代表人物包括钟观光、钱崇澍、胡先骕、陈焕镛、秦仁昌、俞德浚等。1934年，胡先骕在中国植物学会第二届会议上说：“现在国内植物分类学者渐众，理应编纂《中国植物志》。凡编纂各科植物专志者，应同时编纂《中国植物志》。” 截至1949年中华人民共和国成立时，全国共存有植物标本约80万份。
1946年美国植物学家埃尔默·德鲁·美林和埃格伯特·汉密尔顿·沃克提议中美两国合编《中国植物志》，得到静生生物调查所所长胡先骕的积极响应与支持筹备，但终因当时政局的影响而未予实施。
1959年10月成立编辑委员会，由钱崇澍、陈焕镛任主编，秦仁昌任秘书长:737。之后林鎔、俞德浚和吴征镒陆续继任主编:737-740。1959年至1963年间出版三卷，後因文化大革命爆發而停顿，1973年恢复編研工作，最終於2004年完成全部卷冊的出版:734-736 。2005年出版全套书的总索引。其间中国学者曾开展了规模空前的、各种形式内容的植物系统采集工作，为编纂植物志及相关植物地理学与生态学研究、资源利用等创造了有利条件；到20世纪末，全国各单位收集植物标本总计达1700万份。

## 内容
《中国植物志》共有80卷，分为126册，记载了中国的301科3,408属31,142种维管植物，有9,081幅图版:760, 761。
2005年12月出版的《中国植物志·中名和拉丁名总索引》是《中国植物志》第二卷至第八十卷（共125册）中所有植物类群的中文名和拉丁名的总索引，其中中文名约65,000条，拉丁名约120,000条。
下表列出各卷册内容。表中碧藍色背景表示蕨类，綠黃色背景表示裸子植物，鮮黃色背景表示单子叶植物，金色背景表示双子叶植物。
| 卷册       | 卷册       | 内容 | 编辑          | 出版时间 |
| ---------- | ---------- | --- | ------------- | -------- |
| 第一卷     | 第一卷     | 总论 附录：水青树科 | 吴征镒 陈心启 | 2004.10  |
| 第二卷     | 第二卷     | 瓶尔小草科 阴地蕨科 七指蕨科 观音座莲科 天星蕨科 紫萁科 瘤足蕨科 海金沙科 莎草蕨科 里白科 膜蕨科 蚌壳蕨科 姬蕨科 稀子蕨科 陵齿蕨科 骨碎补科 条蕨科 | 秦仁昌        | 1959.09  |
| 第三卷     | 第一分册   | 蕨科 凤尾蕨科 卤蕨科 光叶藤蕨科 中国蕨科 铁线蕨科 裸子蕨科 水蕨科                                                                                  | 秦仁昌 邢公侠 | 1990.06  |
| 第三卷     | 第二分册   | 车前蕨科 书袋蕨科 蹄盖蕨科 | 朱维明        | 1999.11  |
| 第四卷     | 第一分册   | 肿足蕨科 金星蕨科 | 邢公侠        | 1999.07  |
| 第四卷     | 第二分册   | 铁角蕨科 睫毛蕨科 球子蕨科 岩蕨科 乌毛蕨科 球盖蕨科                                                                                                | 吴兆洪        | 1999.02  |
| 第五卷     | 第一分册   | 鳞毛蕨科 | 武素功        | 2000.01  |
| 第五卷     | 第二分册   | 鳞毛蕨科 | 孔宪需        | 2001.02  |
| 第六卷     | 第一分册   | 叉蕨科 实蕨科 藤蕨科 舌蕨科 肾蕨科 条蕨科 骨碎补科 雨蕨科                                                                                          | 吴兆洪        | 1999.08  |
| 第六卷     | 第二分册   | 双扇蕨科 燕尾蕨科 水龙骨科 槲蕨科 鹿角蕨科 禾叶蕨科 剑蕨科 苹科 槐叶苹科 满江红科                                                                  | 林尤兴        | 2000.01  |
| 第六卷     | 第三分册   | 石杉科 石松科 卷柏科 水韭科 木贼科 松叶蕨科 合囊蕨科 桫椤科                                                                                        | 张宪春        | 2004.04  |
| 第七卷     | 第七卷     | 苏铁科 银杏科 南洋杉科 松科 杉科 柏科 罗汉松科 三尖杉科 红豆杉科 麻黄科 买麻藤科                                                                   | 郑万钧 傅立国 | 1978.12  |
| 第八卷     | 第八卷     | 香蒲科 露兜树科 黑三棱科 水蕹科 眼子菜科 茨藻科 冰沼草科 花蔺科 泽泻科 水鳖科 霉草科                                                               | 孙祥钟        | 1992.10  |
| 第九卷     | 第一分册   | 禾本科 | 耿伯介 王正平 | 1996.03  |
| 第九卷     | 第二分册   | 禾本科 | 刘亮          | 2002.11  |
| 第九卷     | 第三分册   | 禾本科 | 郭本兆        | 1987.10  |
| 第十卷     | 第一分册   | 禾本科 | 陈守良        | 1990.06  |
| 第十卷     | 第二分册   | 禾本科 | 陈守良        | 1997.03  |
| 第十一卷   | 第十一卷   | 莎草科 | 唐进 汪发缵   | 1961.11  |
| 第十二卷   | 第十二卷   | 莎草科 | 戴伦凯 梁松筠 | 2000.01  |
| 第十三卷   | 第一分册   | 棕榈科 | 裴盛基 陈三阳 | 1991.12  |
| 第十三卷   | 第二分册   | 天南星科 浮萍科 | 吴征镒 李恒   | 1979.09  |
| 第十三卷   | 第三分册   | 须叶藤科 帚灯草科 刺鳞草科 黄眼草科 谷精草科 凤梨科 鸭跖草科 雨久花科 田葱科 灯心草科 百部科                                                       | 吴国芳        | 1997.07  |
| 第十四卷   | 第十四卷   | 百合科 | 汪发缵 唐进   | 1980.12  |
| 第十五卷   | 第十五卷   | 百合科 | 汪发缵 唐进   | 1978.06  |
| 第十六卷   | 第一分册   | 石蒜科 蒟蒻薯科 薯蓣科 鸢尾科 | 裴鉴 丁志遵   | 1985.04  |
| 第十六卷   | 第二分册   | 芭蕉科 姜科 美人蕉科 竹芋科 水玉簪科 | 吴德邻        | 1981.11  |
| 第十七卷   | 第十七卷   | 兰科 | 郎楷永        | 1999.11  |
| 第十八卷   | 第十八卷   | 兰科 | 陈心启        | 1999.10  |
| 第十九卷   | 第十九卷   | 兰科 | 吉占和        | 1999.09  |
| 第二十卷   | 第一分册   | 木麻黄科 三白草科 胡椒科 金粟兰科 | 程用谦        | 1982.01  |
| 第二十卷   | 第二分册   | 杨柳科 | 王战 方振富   | 1984.09  |
| 第二十一卷 | 第二十一卷 | 杨梅科 胡桃科 桦木科 | 匡可任 李沛琼 | 1979.11  |
| 第二十二卷 | 第二十二卷 | 壳斗科 榆科 马尾树科 | 陈焕镛 黄成就 | 1998.03  |
| 第二十三卷 | 第一分册   | 桑科 | 张秀实 吴征镒 | 1998.03  |
| 第二十三卷 | 第二分册   | 荨麻科 | 王文采 陈家瑞 | 1995.08  |
| 第二十四卷 | 第二十四卷 | 川苔草科 山龙眼科 铁青树科 山柚子科 檀香科 桑寄生科 马兜铃科 大花草科 蛇菰科                                                                       | 丘华兴 林有润 | 1988.02  |
| 第二十五卷 | 第一分册   | 蓼科 | 李安仁        | 1998.08  |
| 第二十五卷 | 第二分册   | 藜科 苋科 | 孔宪武 简焯坡 | 1979.03  |
| 第二十六卷 | 第二十六卷 | 紫茉莉科 商陆科 番杏科 马齿苋科 落葵科 石竹科 | 唐昌林        | 1996.09  |
| 第二十七卷 | 第二十七卷 | 睡莲科 金鱼藻科 领春木科 昆栏树科 连香树科 毛茛科                                                                                                  | 王文采        | 1979.07  |
| 第二十八卷 | 第二十八卷 | 毛茛科 | 王文采        | 1980.04  |
| 第二十九卷 | 第二十九卷 | 木通科 小檗科 | 应俊生        | 2001.04  |
| 第三十卷   | 第一分册   | 防己科 木兰科 | 刘玉壶        | 1996.05  |
| 第三十卷   | 第二分册   | 蜡梅科 番荔枝科 肉豆蔻科 | 蒋英 李秉滔   | 1979.05  |
| 第三十一卷 | 第三十一卷 | 樟科 莲叶桐科 | 李锡文        | 1982.09  |
| 第三十二卷 | 第三十二卷 | 罂粟科 山柑科 | 吴征镒        | 1999.02  |
| 第三十三卷 | 第三十三卷 | 十字花科 | 周太炎        | 1987.10  |
| 第三十四卷 | 第一分册   | 木犀草科 辣木科 伯乐树科 猪笼草科 茅膏菜科 景天科                                                                                                  | 傅书遐 傅坤俊 | 1984.08  |
| 第三十四卷 | 第二分册   | 虎耳草科 | 潘锦堂        | 1992.02  |
| 第三十五卷 | 第一分册   | 虎耳草科 | 陆玲娣 黄淑美 | 1995.11  |
| 第三十五卷 | 第二分册   | 海桐花科 金缕梅科 杜仲科 悬铃木科 | 张宏达        | 1979.05  |
| 第三十六卷 | 第三十六卷 | 蔷薇科 | 俞德浚        | 1974.12  |
| 第三十七卷 | 第三十七卷 | 蔷薇科 | 俞德浚        | 1985.06  |
| 第三十八卷 | 第三十八卷 | 蔷薇科 牛栓藤科 | 俞德浚        | 1986.06  |
| 第三十九卷 | 第三十九卷 | 豆科 | 陈德昭        | 1988.05  |
| 第四十卷   | 第四十卷   | 豆科 | 韦直          | 1994.05  |
| 第四十一卷 | 第四十一卷 | 豆科 | 李树刚        | 1995.05  |
| 第四十二卷 | 第一分册   | 豆科 | 傅坤俊        | 1993.12  |
| 第四十二卷 | 第二分册   | 豆科 | 崔鸿宾        | 1998.12  |
| 第四十三卷 | 第一分册   | 攀打科 酢浆草科 牻牛儿苗科 旱金莲科 亚麻科 古柯科 蒺藜科                                                                                           | 徐朗然 黄成就 | 1998.02  |
| 第四十三卷 | 第二分册   | 芸香科 | 黄成就        | 1997.02  |
| 第四十三卷 | 第三分册   | 苦木科 橄榄科 楝科 金虎尾科 远志科 毒鼠子科 | 陈书坤        | 1997.03  |
| 第四十四卷 | 第一分册   | 大戟科 | 李秉滔        | 1994.04  |
| 第四十四卷 | 第二分册   | 大戟科 | 丘华兴        | 1996.02  |
| 第四十四卷 | 第三分册   | 大戟科 | 马金双        | 1997.04  |
| 第四十五卷 | 第一分册   | 虎皮楠科 水马齿科 黄杨科 岩高兰科 马桑科 漆树科 五列木科                                                                                           | 郑勉 闵天禄   | 1980.12  |
| 第四十五卷 | 第二分册   | 冬青科 | 陈书坤        | 1999.07  |
| 第四十五卷 | 第三分册   | 卫矛科 | 诚静容 黄普华 | 1999.08  |
| 第四十六卷 | 第四十六卷 | 翅子藤科 刺茉莉科 省沽油科 茶茱萸科 槭树科 七叶树科                                                                                                | 方文培        | 1981.02  |
| 第四十七卷 | 第一分册   | 无患子科 清风藤科 | 刘玉壶 罗献瑞 | 1985.11  |
| 第四十七卷 | 第二分册   | 凤仙花科 | 陈艺林        | 2001.12  |
| 第四十八卷 | 第一分册   | 鼠李科 | 陈艺林        | 1982.07  |
| 第四十八卷 | 第二分册   | 葡萄科 | 李朝銮        | 1998.04  |
| 第四十九卷 | 第一分册   | 杜英科 椴树科 | 张宏达        | 1989.06  |
| 第四十九卷 | 第二分册   | 锦葵科 木棉科 梧桐科 五桠果科 猕猴桃科 金莲木科 | 冯国楣        | 1984.11  |
| 第四十九卷 | 第三分册   | 山茶科 | 张宏达        | 1998.07  |
| 第五十卷   | 第一分册   | 山茶科 | 林来官        | 1998.08  |
| 第五十卷   | 第二分册   | 藤黄科 龙脑香科 沟繁缕科 瓣鳞花科 柽柳科 半日花科 红木科                                                                                           | 李锡文        | 1990.01  |
| 第五十一卷 | 第五十一卷 | 堇菜科 | 王庆瑞        | 1991.12  |
| 第五十二卷 | 第一分册   | 大风子科 旌节花科 西番莲科 番木瓜科 四数木科 秋海棠科 钩枝藤科 仙人掌科 瑞香科                                                                     | 谷粹芝        | 1999.10  |
| 第五十二卷 | 第二分册   | 胡颓子科 千屈菜科 海桑科 隐翼科 石榴科 玉蕊科 红树科 蓝果树科 八角枫科                                                                             | 方文培 张泽荣 | 1983.10  |
| 第五十三卷 | 第一分册   | 使君子科 桃金娘科 野牡丹科 | 陈介          | 1984.11  |
| 第五十三卷 | 第二分册   | 菱科 柳叶菜科 小二仙草科 杉叶藻科 假繁缕科 锁阳科                                                                                                  | 陈家瑞        | 2000.01  |
| 第五十四卷 | 第五十四卷 | 五加科 | 何景 曾沧江   | 1978.03  |
| 第五十五卷 | 第一分册   | 伞形科 | 单人骅 佘孟兰 | 1979.10  |
| 第五十五卷 | 第二分册   | 伞形科 | 单人骅 佘孟兰 | 1985.08  |
| 第五十五卷 | 第三分册   | 伞形科 | 单人骅 佘孟兰 | 1992.01  |
| 第五十六卷 | 第五十六卷 | 山茱萸科 岩梅科 桤叶树科 鹿蹄草科 | 方文培 胡文光 | 1990.12  |
| 第五十七卷 | 第一分册   | 杜鹃花科 | 方瑞征        | 1999.06  |
| 第五十七卷 | 第二分册   | 杜鹃花科 | 胡琳贞 方明渊 | 1994.12  |
| 第五十七卷 | 第三分册   | 杜鹃花科 | 方瑞征        | 1991.12  |
| 第五十八卷 | 第五十八卷 | 紫金牛科 | 陈介          | 1979.08  |
| 第五十九卷 | 第一分册   | 报春花科 | 陈封怀 胡启明 | 1989.11  |
| 第五十九卷 | 第二分册   | 报春花科 | 陈封怀 胡启明 | 1990.01  |
| 第六十卷   | 第一分册   | 白花丹科 山榄科 柿科 | 李树刚        | 1987.09  |
| 第六十卷   | 第二分册   | 山矾科 安息香科 | 吴容芬 黄淑美 | 1987.03  |
| 第六十一卷 | 第六十一卷 | 木犀科 马钱科 | 张美珍 邱莲卿 | 1992.02  |
| 第六十二卷 | 第六十二卷 | 龙胆科 | 何廷农        | 1988.06  |
| 第六十三卷 | 第六十三卷 | 夹竹桃科 萝藦科 | 蒋英 李秉滔   | 1977.02  |
| 第六十四卷 | 第一分册   | 旋花科 花荵科 田基麻科 | 吴征镒        | 1979.05  |
| 第六十四卷 | 第二分册   | 紫草科 | 孔宪武 王文采 | 1989.12  |
| 第六十五卷 | 第一分册   | 马鞭草科 | 裴鉴 陈守良   | 1982.03  |
| 第六十五卷 | 第二分册   | 唇形科 | 吴征镒 李锡文 | 1977.07  |
| 第六十六卷 | 第六十六卷 | 唇形科 | 吴征镒 李锡文 | 1977.11  |
| 第六十七卷 | 第一分册   | 茄科 | 匡可任 路安民 | 1978.11  |
| 第六十七卷 | 第二分册   | 玄参科 | 钟补求 杨汉碧 | 1979.10  |
| 第六十八卷 | 第六十八卷 | 玄参科 | 钟补求        | 1963.08  |
| 第六十九卷 | 第六十九卷 | 紫葳科 胡麻科 角胡麻科 列当科 苦苣苔科 狸藻科 | 王文采        | 1990.03  |
| 第七十卷   | 第七十卷   | 爵床科 苦槛蓝科 透骨草科 车前科 | 胡嘉琪        | 2002.05  |
| 第七十一卷 | 第一分册   | 茜草科 | 罗献瑞        | 1999.08  |
| 第七十一卷 | 第二分册   | 茜草科 | 陈伟球        | 1999.09  |
| 第七十二卷 | 第七十二卷 | 忍冬科 | 徐炳声        | 1988.10  |
| 第七十三卷 | 第一分册   | 五福花科 败酱科 川续断科 葫芦科 | 路安民 陈书坤 | 1986.09  |
| 第七十三卷 | 第二分册   | 桔梗科 草海桐科 花柱草科 | 洪德元        | 1983.08  |
| 第七十四卷 | 第七十四卷 | 菊科 | 林镕 陈艺林   | 1985.01  |
| 第七十五卷 | 第七十五卷 | 菊科 | 林镕          | 1979.09  |
| 第七十六卷 | 第一分册   | 菊科 | 林镕 石铸     | 1983.05  |
| 第七十六卷 | 第二分册   | 菊科 | 林镕 林有润   | 1991.05  |
| 第七十七卷 | 第一分册   | 菊科 | 陈艺林        | 1999.04  |
| 第七十七卷 | 第二分册   | 菊科 | 林镕 刘尚武   | 1989.07  |
| 第七十八卷 | 第一分册   | 菊科 | 林镕 石铸     | 1987.12  |
| 第七十八卷 | 第二分册   | 菊科 | 陈艺林 石铸   | 1999.08  |
| 第七十九卷 | 第七十九卷 | 菊科 | 程用谦        | 1996.02  |
| 第八十卷   | 第一分册   | 菊科 | 林镕 石铸     | 1997.09  |
| 第八十卷   | 第二分册   | 菊科 | 林有润 葛学军 | 1999.05  |

## 英文修订版
是《中国植物志》的英文修订版，由吴征镒和彼得·雷文担任主编，洪德元担任副主编 ，由中国北京科学出版社和美国密苏里植物园出版社联合出版发行。
《Flora of China》的编纂历时25年，2013年宣告完成。共有文字25卷、图版24卷，记录了中国312科3,328属31,362种的维管束植物，是目前世界上最大的英文版植物志。

## 相關文獻
- 《中国植物志编纂史（1950-2004）》 ，胡宗刚、夏振岱著，上海交通大学出版社，2016年，ISBN：978-7-313-15564-1